# Молькино
Молькино — деревня в Клепиковском районе Рязанской области, административный центр Молькинского сельского поселения. Не следует путать с военным полигоном Молькино, расположенным близ хутора Молькин в Краснодарском крае.

## География
Деревня Молькино расположена примерно в 25 км к востоку от центра города Спас-Клепики на правом берегу реки Нарма.

## История
Деревня Молькина впервые упоминается в середине XIX века. В 1905 году деревня входила в состав Тумской волости Касимовского уезда и имела 29 дворов при численности населения 166 чел.

## Население
| 1859 | 1906 | 2010 |
| ---- | ---- | ---- |
| 90   | ↗166 | ↗294 |

## Инфраструктура
Личное подсобное хозяйство с зоной сельскохозяйственного использования, индивидуальная застройка усадебного типа.
Деревню Молькино обслуживает отделение почтовой связи Тума (индекс 391001).
В 1 км к северо-западу от деревни находится компрессорная станция Тума газопровода Нижняя Тура — Пермь — Горький — Центр.
Военная база.

## Транспорт
Через деревню проходит трасса Р73, соединяющая Молькино с Рязанью и Владимиром.